# Château de Pymont
Ne doit pas être confondu avec Château de Pymont (Jura).
Le Château de Pymont est situé sur la commune française de Boyer en Saône-et-Loire, au pied du Mouron, au bord de la Natouse.

## Description
Le château est constitué de deux bâtiments en retour d'équerre.
Le corps de logis du XVIIe siècle est formé d'un corps central couvert d'un toit à croupes percé de lucarnes à frontons triangulaires et cintrés, entre deux pavillons d'inégale hauteur. Les deux étages du pavillon sud sont séparés par un bandeau, disposition qui, de même que les baies à linteau en arc segmentaire, semble résulter de remaniements effectués au XVIIIe siècle ou au XIXe siècle.
L'aile sud, construite dans l'alignement de la façade de ce pavillon, est de même élévation que lui. Elle est comprise entre deux tours plus hautes d'un demi-étage, l'une ronde, l'autre polygonale. Percée de baies à linteau en accolade, elle est précédée d'un perron de pierre qui dessert le premier étage.
Le château, propriété privée, ne se visite pas.

## Historique
Famille de Vienne
- XIIIe siècle : Hugues IV de Vienne (cf. l'article Ste-Croix), seigneur de Pymont (et de Pymont !), tient le château primitif
- 1270 : Philippe de Vienne, fils du précédent, lui succède
- 1303 : Hugues V de Vienne, fils du précédent, lui succède
- 1315 : Philippe (II) de Vienne, fils du précédent, lui succède
- 1370 : Gui de Vienne de Ruffey, fils du précédent, lui succède
- 1404 : Jacques de Vienne, fils du précédent, lui succède
- 1445 : Jean de Vienne, fils du précédent, lui succède
- 1445 : Louis de Vienne, fils du précédent, lui succède
- 1486 : Gérard de Vienne, fils du précédent, lui succède

Époque Renaissance
- 1515 : Humbert Lapyrat en est le propriétaire
- 1530 : Jeanne de Verjus porte le fief par mariage à Philibert Quarré, puis à l'avocat mâconnais Jean Pelez

Famille de Grenelle
- fin XVIe siècle: la famille de Grenelle acquiert le château
- XVIIe siècle: le château est rebâti

Famille Aubel de la Genète
- 1741 : Jeanne de Grenelle reçoit le domaine en dot lors de son union avec Antoine Aubel de la Genète
- vers 1870 : le petit-fils des précédents, ami de Lamartine, ajoute une aile de style néo-gothique et aménage le parc dans lequel coule la Natouse

Famille de Rivérieulx
- fin XIXe siècle : Marie-Suzanne Aubel épouse Marie-Jules de Rivérieulx de Varax
- première moitié du XXe siècle : Henri de Rivérieulx de Varax, fils des précédents, leur succède

Époque contemporaine
- XXe siècle : propriété de M. de Goussencourt

### Armoiries
- Vienne : De gueules à l'aigle d'or, membrée d'azur
- Quarré : Échiqueté d'argent et d'azur; au chef d'or chargé d'un lion de sable, armé, lampassé et couronné de gueules
- Rivérieulx de Varax : D'azur, à une rivière d'argent surmontée d'un croissant du même